# تیم دوچرخه‌سواری ماینو
تیم دوچرخه‌سواری ماینو (انگلیسی: Maino) یک تیم دوچرخه‌سواری در ایتالیا است.
این تیم در سال ۱۹۱۲ تأسیس و در سال ۱۹۳۴ منحل شده‌است، تیم ماینو در سال ۱۹۱۳ قهرمان بخش تیمی جیرو دیتالیا شده‌است.